# (35055) 1984 RB
(35055) 1984 RB es un asteroide que forma parte del cinturón interior de asteroides, descubierto el 2 de septiembre de 1984 por Eleanor F. Helin desde el Observatorio del Monte Palomar, Estados Unidos.

## Designación y nombre
Designado provisionalmente como 1984 RB.

## Características orbitales
1984 RB está situado a una distancia media del Sol de 1,941 ua, pudiendo alejarse hasta 2,127 ua y acercarse hasta 1,754 ua. Su excentricidad es 0,096 y la inclinación orbital 23,36 grados. Emplea 987,750 días en completar una órbita alrededor del Sol.

## Características físicas
La magnitud absoluta de 1984 RB es 14,6. Tiene 1,515 km de diámetro y su albedo se estima en 0,829. 